# 布拉特卡鄉
46°56′N 22°37′E / 46.933°N 22.617°E
布拉特卡鄉（羅馬尼亞語：Comuna Bratca, Bihor），是羅馬尼亞的鄉份，位於該國西北部，由比霍爾縣負責管轄，面積136平方公里，海拔高度350米，2007年人口5,246，人口密度每平方公里38人。